# Condylura cristata
Genre
Espèce
Statut de conservation UICN

 LC : Préoccupation mineure
Le Condylure étoilé (Condylura cristata) est une petite espèce de taupes nord-américaines, la seule du genre Condylura.
Ce mammifère fouisseur vit dans l'Est du Canada et dans l'extrême Nord-Est des États-Unis, jusqu'au nord de la baie James. Sa longueur atteint environ 20 centimètres, la queue totalisant un tiers. Il doit son épithète d'« étoilé » à la forme très caractéristique de son museau.

## Dénominations
- Nom scientifique valide : Condylura cristata (Linnaeus, 1758)
- Nom vulgaire (vulgarisation scientifique) recommandé ou typique en français : Condylure étoilé[1],[2],[3],[4],[5],[6]
- Autres noms vulgaires ou noms vernaculaires (langage courant) : Condylure à nez étoilé[3], Taupe à nez étoilé[3], Taupe étoilée[réf. souhaitée] ou plus simplement condylure[6].

## Description

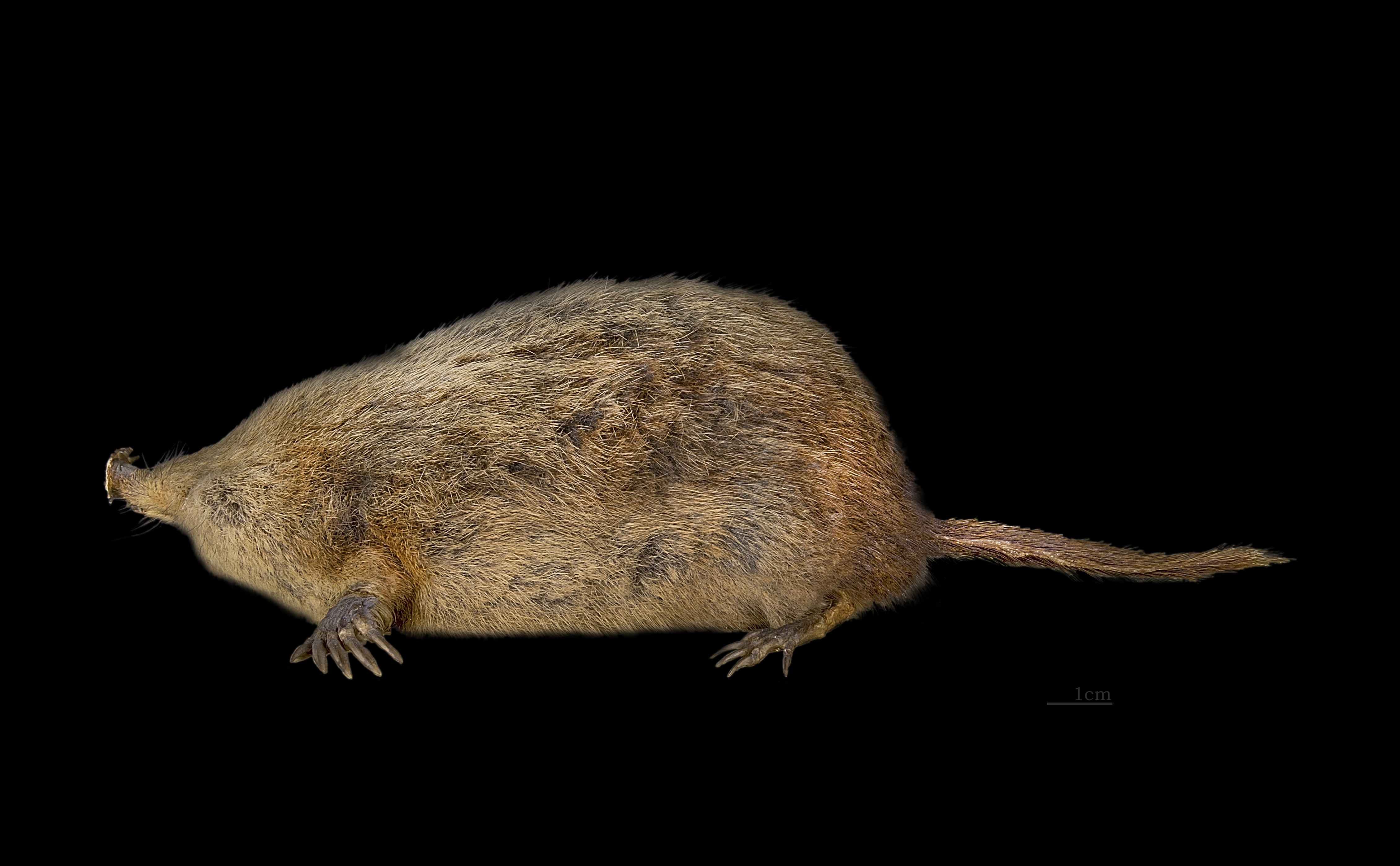
Taupe à nez étoilé au muséum de Toulouse.

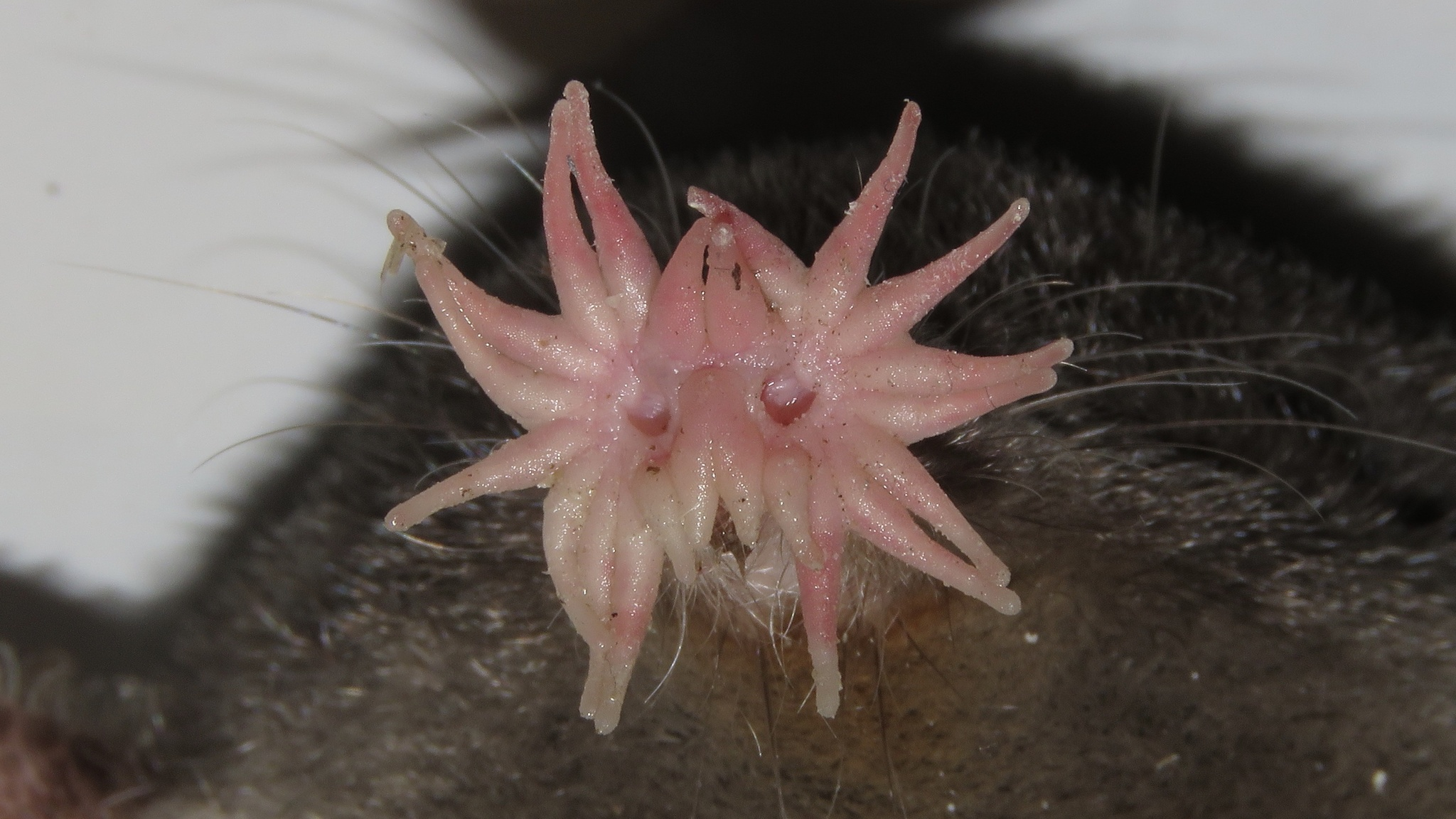
Museau du Condylure étoilé vu de face.

Le Condylure étoilé est entièrement gris. Il a une longueur totale de 16,2 à 23,8 cm dont une queue de 6 à 9,2 cm de long. Ses pattes mesurent entre 15 et 32 mm. Son museau qui mesure 1 cm de largeur a la forme d'un disque dénudé muni de 22 appendices épidermiques; ceux-ci ne sont pas des organes olfactifs, mais plutôt des organes tactiles qui peuvent bouger dans tous les sens et qui servent à explorer l'environnement ou à chercher de la nourriture puisque la vue du Condylure à nez étoilé est très faible. De plus, le museau est doté de plus de 100 000 fibres nerveuses et 30 000 organes d'Eimer. Certains tentacules sont plus longs que d'autres, ce sont les premiers à entrer en contact avec la proie, alors que d'autres ne servent qu'à la diriger vers la bouche. D'autres encore peuvent être des électro-senseurs qui captent des champs magnétiques des proies potentielles.
Les individus adultes ont un poids se situant entre 31,5 et 77 g tandis que les nouveau-nés pèsent 1,5 g. Les mâles et les femelles ont sensiblement la même taille.
La longévité du Condylure étoilé peut atteindre trois ans en milieu naturel.

## Comportement

### Période d'activité
L'animal est actif toute l'année, le jour aussi bien que la nuit. Cependant, 43 % de son temps est consacré au repos.

### Alimentation
Il se nourrit de petits invertébrés aquatiques, de crustacés, de mollusques et de vers. Il lui arrive aussi de se nourrir de petits poissons. Il chasse dans ses galeries et perçoit ses proies grâce à ses 22 appendices qui ont des milliers de nerfs sensitifs et qui permettent à la taupe de tâter rapidement le sol pour trouver des vers de terre.

### Relations intra et interspécifiques
Le Condylure étoilé vit en petite colonie.
Il a peu d'ennemis naturels à cause de son odeur nauséabonde et de ses habitudes agressives, mais il peut néanmoins être la proie du grand-duc d'Amérique, du hibou moyen-duc, de l'effraie des clochers, de la buse à queue rousse, de la buse à épaulettes ou aussi de quelques gros poissons, comme le brochet ou l'achigan. Il arrive aussi qu'il soit la proie de la belette, de la mouffette rayée, du renard roux ou du vison d'Amérique. Les chats et les chiens domestiques font aussi partie de la liste de ses prédateurs.

### Nid
Son nid de forme sphérique est construit avec des brins de joncs et d'herbes ainsi que des feuilles séchées et est situé dans une chambre de 13 cm de diamètre au-dessus du niveau de l'eau, ses galeries débouchant souvent sous l'eau.

### Locomotion

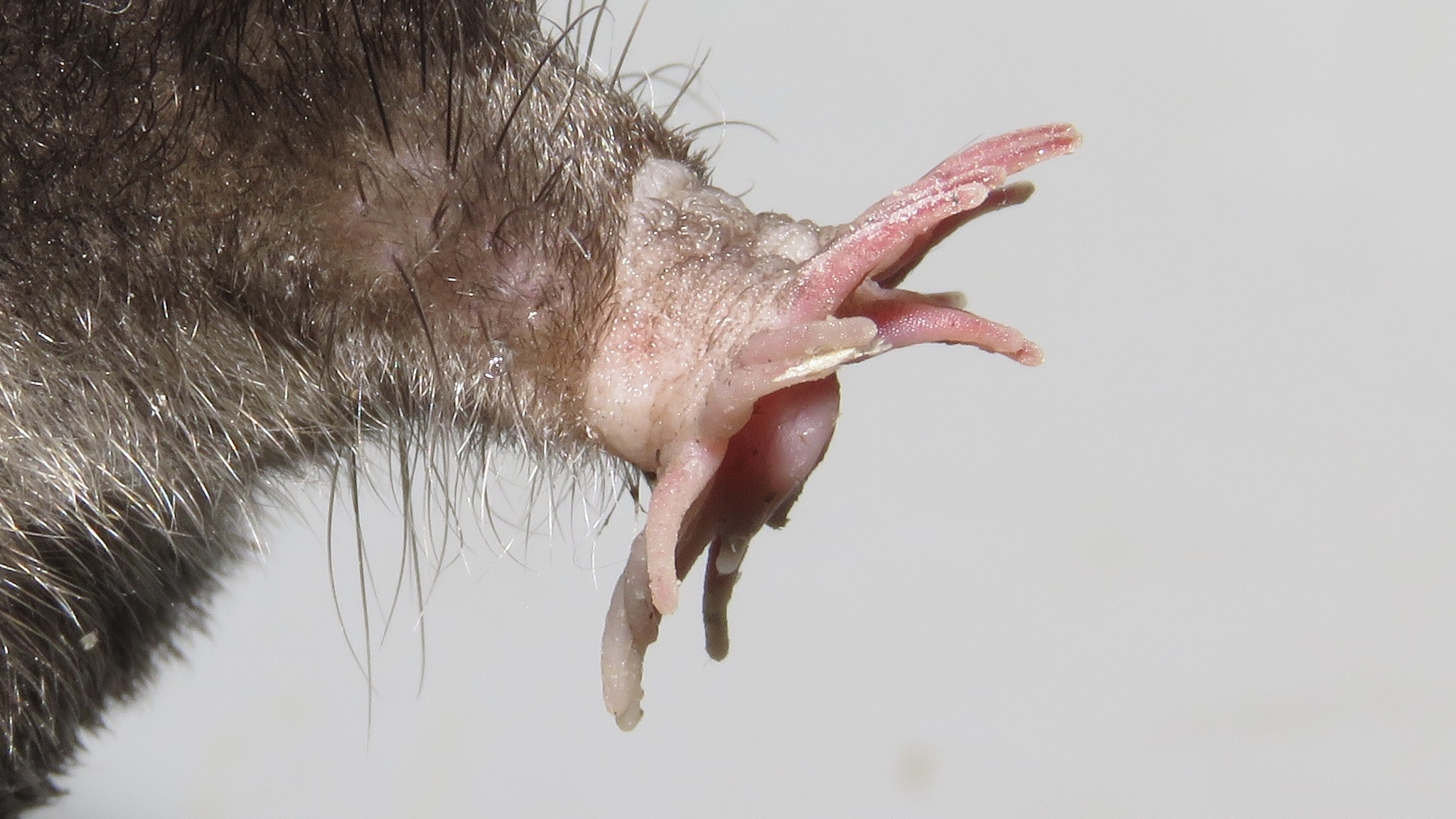
Museau vu de profil.

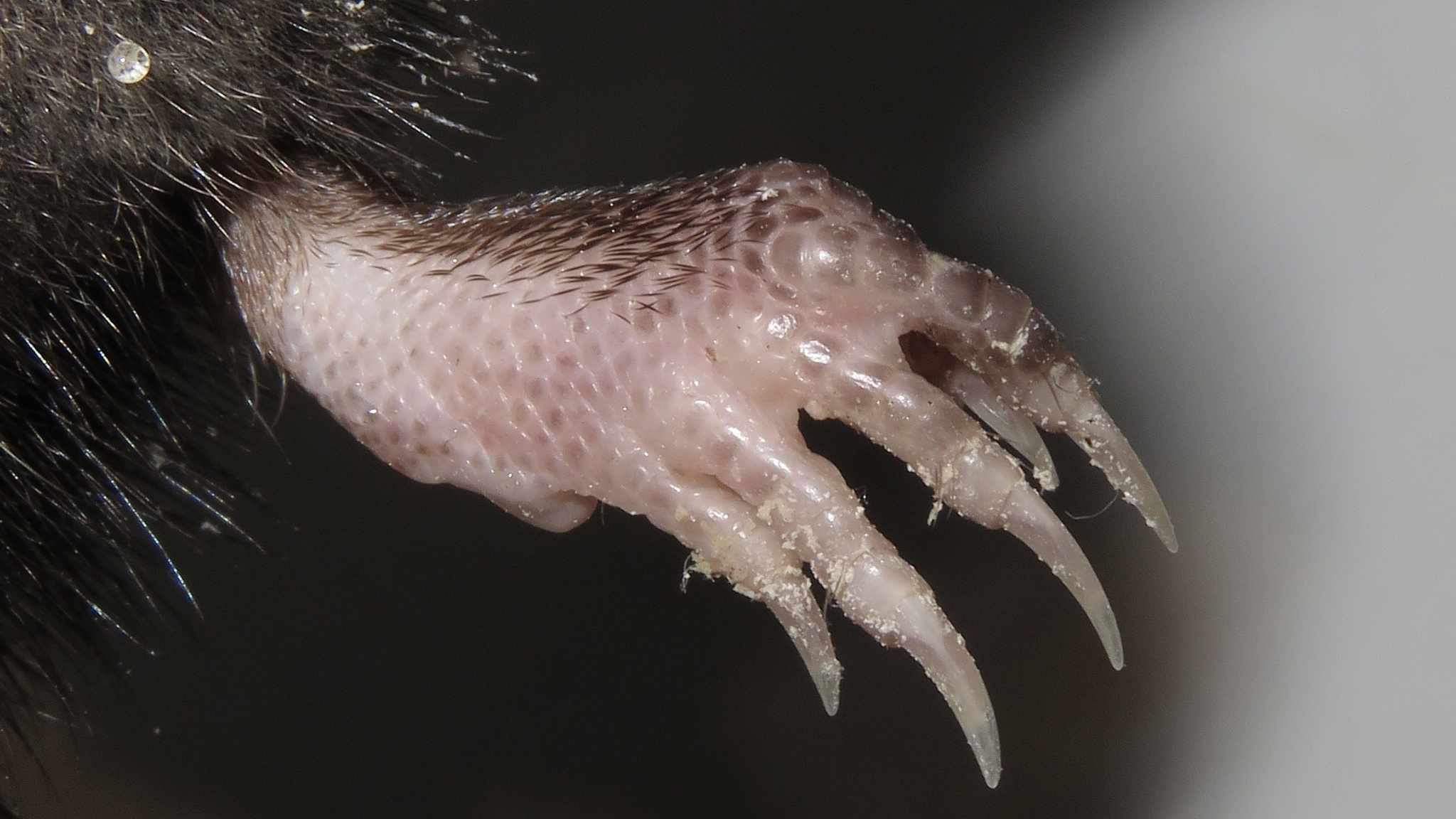
Patte avant.

Lorsqu'il creuse ses galeries, les tentacules se replient sur les narines afin de protéger ces dernières de la poussière. Cependant, à la différence des autres taupes, ce n'est pas un grand fouisseur ; il est plus adapté à la vie de surface et peut même courir sur de courtes distances. En hiver, il circule sur la neige.
Étant bon nageur et bon plongeur, il part souvent à la recherche de nourriture au fond des ruisseaux ou des étangs, fouillant le sédiment. Il peut même plonger sous la glace l'hiver. Dans l'eau, il utilise ses pattes antérieures comme rames et sa queue comme gouvernail, ses pattes postérieures ne faisant que le propulser de manière indépendante. L'animal replie aussi ses tentacules sur ses narines une fois dans l'eau, afin d'empêcher que de l'eau n'entre dans ses narines. Ainsi, il peut demeurer sous l'eau pendant plusieurs secondes.

### Reproduction
Le Condylure étoilé n'a qu'une seule portée annuelle de deux à sept petits, généralement cinq, qui naissent entre avril et juillet après une période de gestation d'environ 45 jours. Les nouveau-nés sont dénudés et roses. Les petits quittent le nid à l'âge de trois semaines et atteignent leur maturité sexuelle après une dizaine de mois.
La queue de l'animal s'épaissit et augmente de trois à quatre fois son volume dès la fin de l'hiver jusqu'au début du printemps afin de servir de réserve alimentaire pendant la saison reproductive. Il s'agit d'une réserve de graisse sous-cutanée. À la période de rut, des glandes sudoripares situées sur les flancs du corps modifient leur activité de manière à altérer le pelage et lui donner une odeur nauséabonde.
La période du rut dure de janvier à juin pour le mâle. Au début de cette période, les testicules enflent de manière marginale. Dès mai, les organes reproductifs régressent avant de reprendre leur taille initiale vers septembre-octobre.

## Répartition et habitat

Aire de répartition.

L'aire de répartition du Condylure étoilé se situe en Amérique du nord, à partir de l'est du Manitoba jusqu'aux Maritimes à l'exception de l'Île-du-Prince-Édouard en passant par l'Ontario et le Québec au Canada ainsi que dans les États septentrionaux de la côte atlantique des États-Unis jusqu'en Caroline du Sud.
Le Condylure à nez étoilé affectionne les terrains humides et marécageux où le sol est meuble. On le trouve aussi dans les forêts, les champs et sur les rives des lacs ou des cours d'eau.

## Classification
L'espèce Condylura cristata a été décrite par le naturaliste suédois Carl von Linné en 1758, sous le nom initial de Sorex cristatus. La localité type est la Pennsylvanie aux États-Unis.
- Synonymes scientifiques : Sorex cristatus Linné, 1758

Cette espèce est traditionnellement classée dans l'ordre des Insectivora, un regroupement qui est progressivement abandonné au XXIe siècle. Il appartient actuellement à l'ordre des Soricomorpha.

### Sous-espèces
Selon Mammal Species of the World (version 3, 2005)  (2 janvier 2015) et Catalogue of Life (2 janvier 2015) :
- Condylura cristata cristata
- Condylura cristata nigra

## Relations avec l'homme
Étant donné que le Condylure à nez étoilé habite les terrains humides qui ne sont pas propices à l'agriculture, ses galeries ne sont pas considérées comme nuisibles.

## Préservation
Le Condylura cristata est classé au statut de préoccupation mineure selon l'Union internationale pour la conservation de la natureUICN.

#### Ouvrage
- Jacques Prescott et Pierre Richard, Mammifères du Québec et de l'est du Canada, Waterloo (france), Éditions Michel Quintin, 2004, 400 p. (ISBN 2-89435-270-0)